# Bożenna Kuc
Bożenna Marianna Kuc (ur. 29 listopada 1939 w Czerwonce) – polska nauczycielka,  posłanka na Sejm IX i X kadencji.

## Życiorys
W 1957 zdała maturę w liceum ogólnokształcącym w Sokołowie Podlaskim. Pracowała do czasu przejścia na emeryturę jako nauczycielka języka polskiego, w tym od 1959 w Grochowie. W 1974 ukończyła studia pedagogiczne na Wydziale Psychologii i Pedagogiki Uniwersytetu Warszawskiego.
W 1961 wstąpiła do Zjednoczonego Stronnictwa Ludowego. Była sekretarzem koła tej partii w Grochowie (także członkinią tamtejszej rady sołeckiej) oraz członkinią Miejsko-Gminnego Komitetu ZSL w Sokołowie Podlaskim. Była także zastępcą przewodniczącego Rady Gminnej Patriotycznego Ruchu Odrodzenia Narodowego. Należała również do Związku Harcerstwa Polskiego, Związku Młodzieży Polskiej i Związku Młodzieży Wiejskiej. Działała ponadto w Związku Nauczycielstwa Polskiego i w Kole Gospodyń Wiejskich. W 1985 uzyskała mandat posłanki na Sejm PRL IX kadencji w okręgu siedleckim. Była członkinią Komisji Kultury oraz Komisji Ochrony Środowiska i Zasobów Naturalnych. W 1989 uzyskała reelekcję bez oficjalnej rekomendacji ze strony ZSL w tym samym okręgu. Na koniec kadencji Sejmu kontraktowego należała do Klubu Poselskiego Polskiego Stronnictwa Ludowego. Wchodziła w skład Komisji Edukacji, Nauki i Postępu Technicznego, Komisji Kultury i Środków Przekazu oraz Komisji Nadzwyczajnej do rozpatrzenia projektu ustawy o ochronie prawnej dziecka poczętego.

## Odznaczenia
- Krzyż Kawalerski Orderu Odrodzenia Polski (1987)
- Złoty Krzyż Zasługi (1978)
- Medal 40-lecia Polski Ludowej
- Medal Komisji Edukacji Narodowej (1988)
- Odznaka 1000-lecia Państwa Polskiego
- Złota Odznaka ZNP
- Złota Odznaka „Za zasługi dla województwa warszawskiego”